# Danno erariale
Il danno erariale, nell'ordinamento giuridico italiano, è il danno sofferto dallo Stato o da un altro ente pubblico a causa dell'azione o dell'omissione di un soggetto che agisce per conto della pubblica amministrazione in quanto funzionario, dipendente o, comunque, inserito in un suo apparato organizzativo.

## Caratteri generali
Esso può quindi consistere in:
- un danno emergente, ossia una perdita per una cosa distrutta o perduta, una spesa sostenuta o un'entrata non acquisita;
- un lucro cessante, ossia un mancato guadagno.

Il danno erariale è uno dei presupposti per la sussistenza della responsabilità amministrativa-contabile, su cui giudica la Corte dei conti. A tal fine deve essere certo, attuale (sussistente nel momento della domanda di risarcimento e in quello della sentenza di condanna), concreto (non ipotetico) e di entità determinata o determinabile.
Il danno erariale si distingue in:
- diretto, se è cagionato direttamente dal soggetto responsabile all'amministrazione pubblica;
- indiretto, se, invece, è cagionato ad un terzo che l'amministrazione pubblica ha dovuto risarcire.

## Danno erariale non patrimoniale
Tanto la dottrina quanto la giurisprudenza della Corte dei conti non annoverano più tra i requisiti del danno erariale la patrimonialità, estendendo, quindi, la nozione oltre la lesione di elementi patrimoniali, fino a comprendere ogni violazione di interessi pubblici giuridicamente protetti.
In quest'ottica, la Corte dei conti ha ritenuto configurabile quale danno erariale il danno all'economia nazionale, inteso come lesione dell'interesse generale alla salvaguardia, all'incremento e al progresso dell'economia nazionale, oppure il danno all'immagine della pubblica amministrazione, inteso come grave perdita di prestigio a seguito del detrimento dell'immagine e della personalità pubblica dello stato o altro ente pubblico derivante da un'azione delittuosa di un suo amministratore o dipendente.